# Episodi di High Street
La prima stagione della serie televisiva High Street è trasmessa nelle Filippine dal 13 maggio 2024 sul canale Kapamilya Channel e in streaming su iWantTFC.
In Italia la serie è inedita.
| nº | Titolo             | Titolo          | Trasmissione originale |
| nº | Originale          | Televisivo      | Trasmissione originale |
| -- | ------------------ | --------------- | ---------------------- |
| 1  | Danger Lurks       | New Era         | 13 maggio 2024         |
| 2  | A New Team         | Stalker         | 14 maggio 2024         |
| 3  | Father-Son Reunion | Wrath           | 15 maggio 2024         |
| 4  | Sabotaged          | Fired           | 16 maggio 2024         |
| 5  | Facing the Devil   | Face to Face    | 17 maggio 2024         |
| 6  | Sisters            | Warning         | 20 maggio 2024         |
| 7  | Abducted           | Abducted        | 21 maggio 2024         |
| 8  | The Hackers        | Connivance      | 22 maggio 2024         |
| 9  | Person of Interest | Set-up          | 23 maggio 2024         |
| 10 | Detained           | Jailed          | 24 maggio 2024         |
| 11 | Released           | Deep Fake       | 27 maggio 2024         |
| 12 | New Targets        | Boyfriend       | 28 maggio 2024         |
| 13 | New Development    | Snatcher        | 29 maggio 2024         |
| 14 | Identified         | Hallucination   | 30 maggio 2024         |
| 15 | Escape Attempt     | Mastermind      | 31 maggio 2024         |
| 16 | Hardheaded         | Panic           | 3 giugno 2024          |
| 17 | Almost There       | Hideout         | 4 giugno 2024          |
| 18 | Bomb Threat        | Bomb Threat     | 5 giugno 2024          |
| 19 | The Grand Escape   | Missing         | 6 giugno 2024          |
| 20 | Another Death      | Wristband       | 7 giugno 2024          |
| 21 | Family Portrait    | Family Portrait | 10 giugno 2024         |
| 22 | Nightmare          | Nightmare       | 11 giugno 2024         |
| 23 | The Clan           | Other Woman     | 12 giugno 2024         |
| 24 | Money Trap         | Cash Loan       | 13 giugno 2024         |
| 25 | The Secret Room    | Secret Room     | 14 giugno 2024         |
| 26 | Mislead            | Obsession       | 17 giugno 2024         |
| 27 | Out of the Country | Frustration     | 18 giugno 2024         |
| 28 | Hostage            | Hostage         | 19 giugno 2024         |
| 29 | Rebels             | Vigilant        | 20 giugno 2024         |
| 30 | Runaway Groom      | Cancelled       | 21 giugno 2024         |
| 31 | Blackmail          | Anger           | 24 giugno 2024         |
| 32 | Two-Faced          | Two-Faced       | 25 giugno 2024         |
| 33 | Exposed            | Shocked         | 26 giugno 2024         |
| 34 | Out of Wedlock     | Discovery       | 27 giugno 2024         |
| 35 | Bittersweet Truth  | Truth           | 28 giugno 2024         |